# Kuttgölen
Kuttgölen är en sjö i Kinda kommun i Östergötland och ingår i Motala ströms huvudavrinningsområde. Sjön har en area på 0,0799 kvadratkilometer och ligger 141,4 meter över havet.

## Delavrinningsområde
Kuttgölen ingår i det delavrinningsområde (641920-149244) som SMHI kallar för Inloppet i Hemsjön. Medelhöjden är 167 meter över havet och ytan är 20,02 kvadratkilometer. Det finns inga avrinningsområden uppströms utan avrinningsområdet är högsta punkten. Skjulån som avvattnar avrinningsområdet har biflödesordning 3, vilket innebär att vattnet flödar genom totalt 3 vattendrag innan det når havet efter 173 kilometer. Avrinningsområdet består mestadels av skog (79 procent). Avrinningsområdet har 1,25 kvadratkilometer vattenytor vilket ger det en sjöprocent på 6,3 procent.